# نبردناو ریشیلیو
نبردناو ریشیلیو (به انگلیسی: French battleship Richelieu) یک کشتی بود که طول آن ۲۴۷٫۹ متر (۸۱۳ فوت) بود. این کشتی  در سال ۱۹۳۹ ساخته شد.